# Chicagowskie szkoły publiczne

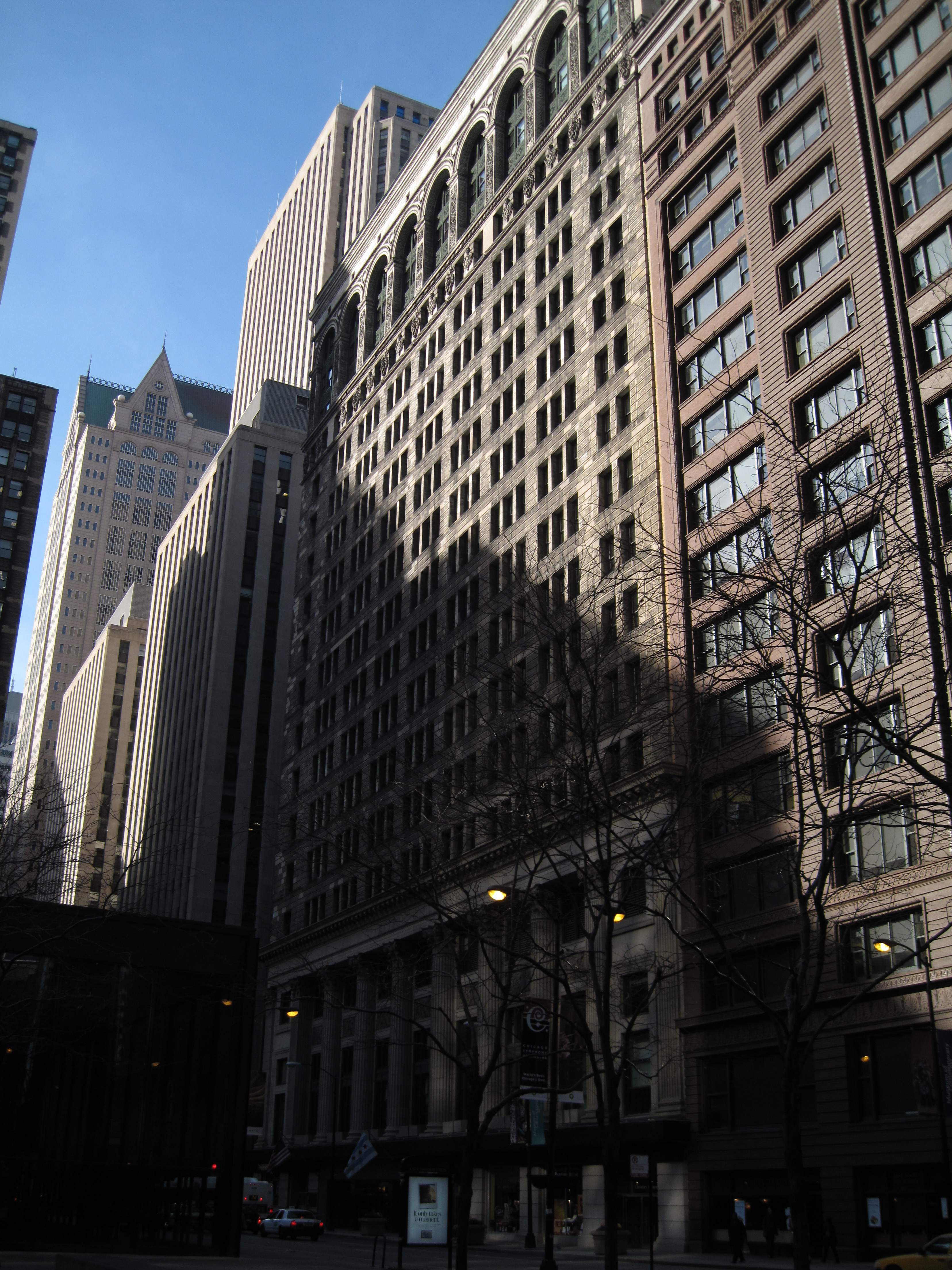
125 South Clark Street - former headquarters

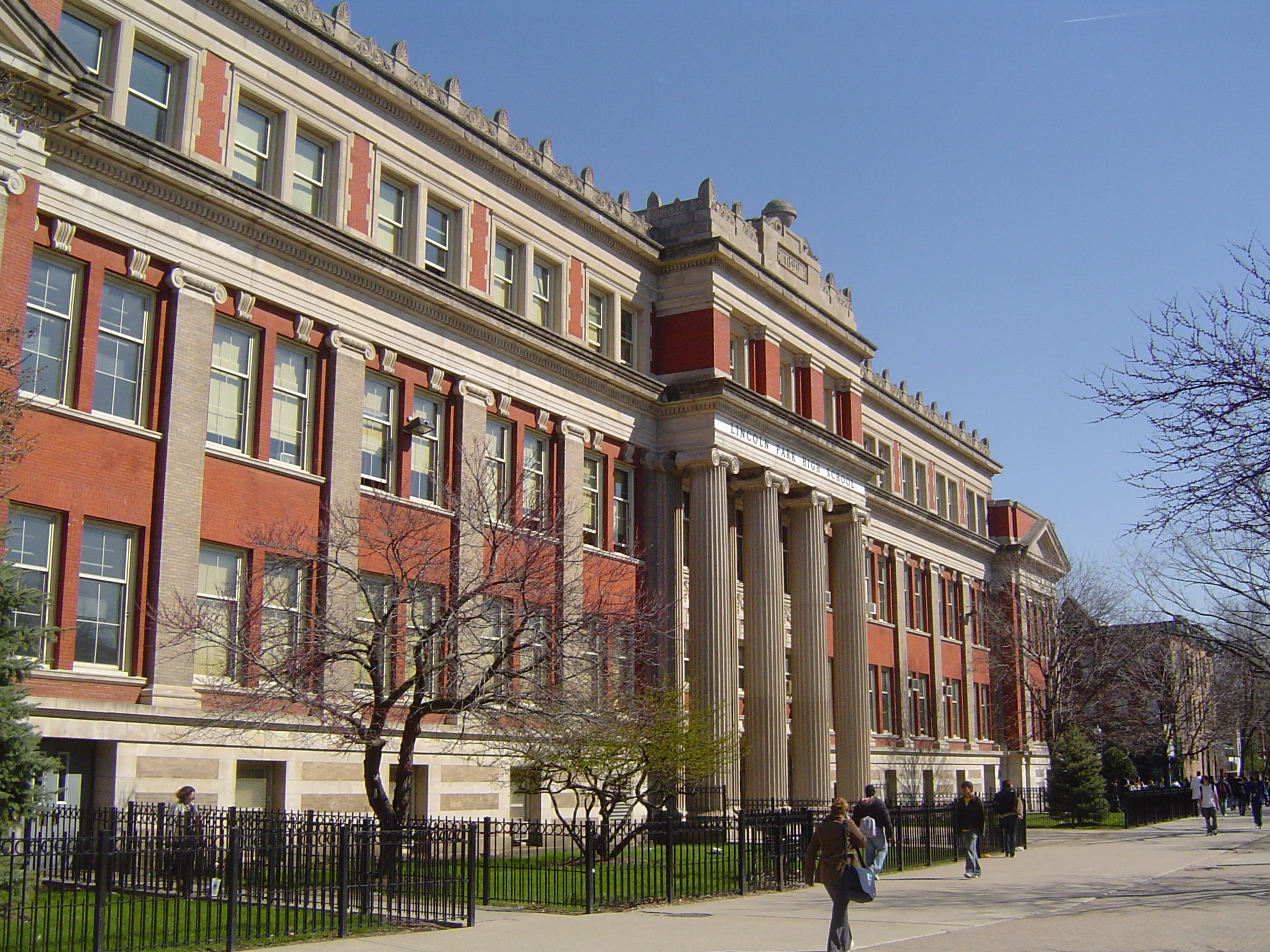
Szkoła średnia w dzielnicy Lincoln Park

Chicagowskie szkoły publiczne (ang. Chicago Public Schools, w skrócie CPS) – potoczna nazwa 299 Okręgu Szkolnego Chicago, trzeciego co do wielkości w Stanach Zjednoczonych, obejmującego ponad 600 szkół podstawowych i średnich, do których uczęszcza około 400 000 uczniów zarejestrowanych na jego obszarze. CPS jest jednocześnie drugim co do wielkości pracodawcą na terenie Chicago, zatrudniającym ponad 43 000 nauczycieli, pracowników technicznych i administracji.
Burmistrz Richard M. Daley zdołał w latach 90. XX wieku przekonać legislaturę stanu Illinois, że CPS winny znajdować się pod kontrolą jego biura, a następnie nominował dyrektora wykonawczego okręgu. Okręgi szkolne Illinois są zazwyczaj zarządzane przez lokalnie wybierane rady szkolne, które następnie zatrudniają superintendentów, a ci z kolei administratorów, jak na przykład dyrektorów szkół zatwierdzanych przez rady. Odmiennie jest w Chicago, gdzie istnieje Rada ds. Edukacji, a jej członkowie są nominowani przez burmistrza co sprawia, że cały system znajduje się pod jego ścisłą kontrolą. Dwaj ostatni dyrektorzy wykonawczy mianowani przez burmistrza nie posiadali wykształcenia pedagogicznego, co czyniło sprawę nieco kontrowersyjną. Siedziba CPS znajduje się w śródmieściu, pod adresem 125 South Clark Street.
Obecnym dyrektorem wykonawczym jest Terry Mazany. Poprzedni, Arne Duncan, został Sekretarzem Edukacji w administracji prezydenta Obamy. Jean-Claude Brizard, były superintendent systemu szkolnego w Rochester w stanie Nowy Jork, został wybrany w roku 2011, jako następca Mazany’ego, przez burmistrza elekta Chicago Rahma Emanuela.
21 kwietnia 2006 roku dziennik „Chicago Tribune” ujawnił wyniki badań Consortium on Chicago School Research, z których wynika, że sześciu na stu uczniów pierwszej klasy szkoły średniej zdobywa stopień bakałarza przed ukończeniem 25 roku życia. Jeszcze gorsza sytuacja panuje wśród Afroamerykanów i Latynosów, z których tylko trzech na stu uzyskuje bakalaureat w tym wieku. Badaniem objęto uczniów szkół średnich w Chicago, którzy kończyli szkoły w latach 1998 i 1999. 35% absolwentów CPS, jacy podjęli naukę w szkołach wyższych, zdobywa bakalaureat w ciągu sześciu lat, znacznie poniżej średniej krajowej, która wynosi 64%.
Wielu chicagowskich uczniów szkół średnich porzuca naukę przed czasem; w ciągu ostatnich 30 lat dotyczyło to niemal połowy z nich. Głośno krytykowana jest polityka CPS, praktykujących sztuczne zawyżanie danych, poprzez podawanie, na przykład, że dany uczeń nie porzucił nauki, lecz przeniósł się do innej szkoły. W rezultacie wykazują, że szkoły kończy 71% uczniów. Jest to oczywisty fałsz, należy jednak nadmienić, że w ciągu lat 90. XX wieku sytuacja zaczęła się nieznacznie poprawiać, a zgodne z prawdą dane wykazują wzrost liczby uczniów kończących szkoły z 48% w roku 1991 do 54% w 2004.